# 文化內容策進院
文化內容策進院（簡稱文策院、TAICCA）是中華民國為提升文化內容之應用及產業化並促進文化創意產業發展而成立的行政法人機構，由文化部監督，以支持影視、流行音樂、圖文出版、數位出版、ACG、時尚設計、藝術支援及文化科技應用等文化內容產業的產製、傳播及國際化發展為目標。

## 歷史
- 2003年，經濟部開始研擬文化創意產業發展相關法案。
- 2008年12月，行政院責由行政院文化建設委員會（今 文化部）繼續推動文化創意產業發展法案研議。
- 2009年4月7日，行政院會議審議通過《文化創意產業發展法》；4月13日送立法院審查。[5]
- 2010年1月7日立法院三讀通過《文化創意產業發展法》，2月3日總統令公布，8月30日施行；其中第7條規定「為促進文化創意產業之發展，政府應捐助設立財團法人文化創意產業發展研究院，其設置條例另定之」，因此行政院文化建設委員會開始籌備設立文化創意產業發展研究院。
- 2012年3月8日，行政院會議通過《財團法人文化創意產業發展研究院設置條例》草案[6]，送立法院審議後卡關多年。[7]
- 2016年11月，文化部將文化創意產業發展研究院設置計畫調整為推動行政法人「文化內容策進院」。[8][9]
- 2018年3月8日，行政院會議通過《文化內容策進院設置條例》草案，送立法院審議。12月25日，《文化內容策進院設置條例》三讀通過。
- 2019年1月7日，總統令修正公布《文化創意產業發展法》第5、7、30條，其中第7條修正為「為提升文化內容之應用及產業化，促進文化創意產業發展，政府得以專責法人辦理相關業務」。1月9日，總統令公布《文化內容策進院設置條例》。2月12日，《文化內容策進院設置條例》施行。5月28日，行政院核定文策院第一屆董監事名單。6月17日，文策院召開第一屆第一次董監事會議，選出文化部政務次長丁曉菁為首任董事長[10]。9月19日，文策院選出作家胡晴舫為首任院長。11月8日，文策院於松山文創園區一號倉庫舉辦揭牌大會[11]，文策院總部設於松山文創園區南向製菸工廠1樓。
- 2019年，《CCC創作集》團隊轉移至文策院。2020年，文化部設置之臺灣漫畫基地移交文策院。
- 2020年7月29日，威望國際與文策院共同宣布成立影響原創影視，專注於推出台灣原創影視作品並輸出國際市場。
- 2021年2月，文策院總部遷至臺北市松山區民生東路三段158號5樓（宏泰金融大樓）[12]。5月4日，文策院第一屆董事會第二次臨時會議選出前KKBOX International副董事長李明哲為院長。8月14日，巴哈姆特電玩資訊站「巴哈姆特ACG創作大賽」首度與文策院合作設立獎項「文策院特別獎」，從「動畫組、漫畫組、遊戲組」三大類參賽作品各選出兩件得獎作品。
- 2023年8月，文策院「2023年未來內容原型開發支持方案」補助由高雄市六龜區主嫌潘擇維為負責人設立之「繆奇遊戲有限公司」新台幣794,000元。潘擇維誘騙少女加入自拍性影像行列，繆奇遊戲為臺灣臺中地方檢察署破獲「台蘿教主」性影像案（台灣版N號房事件）之掩護公司。2023年12月13日，文策院於Facebook發文公告，將依規定撤銷繆奇遊戲相關補助資格並追討補助款，且禁止繆奇遊戲申請各年度之所有計畫支持及投資方案。
- 2023年12月4日，文策院與華碩電腦簽署「IP投資合作備忘錄」，共同開拓臺灣ACG內容產製市場。
- 2023年12月12日，文策院與威剛科技簽署「投資合作意向書」，共同設立基金投資文化內容。
- 2025年1月22日，《鏡週刊》披露，號稱台灣虛擬實境（VR）產業「重要推手」的文策院文化科技處處長李懷瑾遭離職員工指控涉嫌職場霸凌，文策院並未依據離職員工的請求調查相關案件。
- 2025年4月2日，《新新聞》披露，捲入垃圾虛擬貨幣詐騙案的王牌交易所成立的公司「昶裕國際創業投資股份有限公司」於2024年獲得文策院「加強投資文化創意產業實施方案」投資新台幣三千萬元。
- 2025年5月28日，文化部政務次長王時思兼任文策院董事長，文策院副院長胡婷俐代理院長。

## 任務
依據〈文化部辦理加強投資文化創意產業實施方案作業要點〉與〈文化部辦理文化內容投資計畫作業要點〉，文策院管理並執行行政院國家發展基金，額度約新台幣100億元。目的是以國發基金帶動民間投資，藉以突破文化內容事業長年仰賴補助的體制，並健全文化內容市場。
依據《文化內容策進院設置條例》，文策院職掌業務如下：
1. 文化內容相關產業之調查、統計及研究發展。
2. 文化內容相關產業專業人才之培育。
3. 文化內容開發及產製支持。
4. 文化科技之開發、技術移轉及加值應用。
5. 文化內容相關產業之投資及多元資金挹注服務。
6. 文化內容相關產業市場之拓展及國際合作。
7. 文化內容相關產業設施之受託營運管理。
8. 文化內容相關產業之著作權輔導。
9. 其他與提升文化內容之應用及產業化相關事項。

## 歷任首長
| 任次   | 姓名   | 就職時間       | 卸任時間       |
| 董事長 | 董事長 | 董事長         | 董事長         |
| ------ | ------ | -------------- | -------------- |
| 1      | 丁曉菁 | 2019年6月17日  | 2022年5月27日  |
| 2      | 彭俊亨 | 2022年5月28日  | 2023年3月16日  |
| 3      | 蔡嘉駿 | 2023年3月17日  | 2025年5月27日  |
| 4      | 王時思 | 2025年5月28日  | 現任           |
| 院長   |        |                |                |
| 代理   | 丁曉菁 | 2019年6月17日  | 2019年9月19日  |
| 1      | 胡晴舫 | 2019年9月20日  | 2020年12月14日 |
| 代理   | 丁曉菁 | 2020年12月18日 | 2021年5月31日  |
| 2      | 李明哲 | 2021年6月1日   | 2023年9月7日   |
| 3      | 盧俊偉 | 2023年9月8日   | 2025年5月27日  |
| 代理   | 胡婷俐 | 2025年5月28日  | 現任           |
| 4      | 王敏惠 | 2025年8月1日   | 候任           |

## 董監事會
| 姓名   | 介紹                                   |
| 董事會 | 董事會                                 |
| ------ | -------------------------------------- |
| 王淑芳 | 文化部影視及流行音樂產業局局長         |
| 林法正 | 國家科學及技術委員會副主任委員         |
| 高仙桂 | 國家發展委員會副主任委員               |
| 黃永泰 | 故宮博物院政務副院長                   |
| 林宜敬 | 數位發展部政務次長                     |
| 鄧逸琦 | 交通部交通產業發展及國際事務司專門委員 |
| 何晉滄 | 經濟部政務次長                         |
| 李道明 | 紀錄片導演、學者                       |
| 馬世芳 | 廣播節目主持人、作家                   |
| 張嘉淵 | 廣達研究院院長                         |
| 陳玲玉 | 國際通商法律事務所榮譽首席顧問         |
| 陳斌全 | 電影、紀錄片研究與實務工作者           |
| 監事會 |                                        |
| 戴秀雲 | 文化部主計處專門委員                   |
| 張玉英 | 經濟部智慧財產局副局長                 |
| 黃時中 | 美商Bluebird worldwide Inc. 獨立董事   |

## 組織
- 董事會/董事長
  - 院長
    - 副院長

- 監事會/常務監事
  - 稽核

內部單位
- 文化科技處
- 文化金融處
- 策略研究處
- 內容策進處
- 全球市場處
- 行政管理處
- 公共關係室
- 財務室

## 外部連結
- 文化內容策進院官方網站 （页面存档备份，存于） （繁體中文）（英文）
- 文化內容策進院的Facebook專頁
- 文化內容策進院的Instagram帳戶
- YouTube上的文化內容策進院頻道